# Strâmtura
Strâmtura è un comune della Romania di 4 033 abitanti, ubicato nel distretto di Maramureș, nella regione storica della Transilvania. 
Il comune è formato dall'unione di 3 villaggi: Glod, Slătioara, Strâmtura.